# Kniebrink
Der Kniebrink ist mit 308,6 m ü. NHN der dritthöchste Berg im norddeutschen Wiehengebirge. Sein unmittelbarer Gipfel gehört administrativ zur Gemeinde Hüllhorst, (hier zur Ortschaft Oberbauerschaft). Die Grenze zu Lübbecke verläuft jedoch unmittelbar nördlich des Gipfels, so dass die Nordabdachung bereits zu Lübbecke gehört.
Die Höhe des Kniebrinks beträgt rund 10 Meter weniger als die Höhe des weiter nördlich gelegenen Wurzelbrinks, der ihn, von Lübbecke aus gesehen, verdeckt. Der Berg ist weitgehend unerschlossen. Im Frühjahr 2007 erlitt der Baumbestand große Sturmschäden. Der Aufstieg lässt sich von Lübbecke in unter 45 Minuten bewerkstelligen. Von Süden benötigt man für den kurzen aber steilen Aufstieg rund 20 Minuten.
Bis zur Gebietsreform im Jahre 1973 gehörte der Kniebrink zur Stadt Lübbecke. Mit der Gebietsreform wurde ein zu Lübbecke gehörender rund 57 Hektar großer Waldstreifen (die heutige Gemarkung 032 in der Flur Oberbauerschaft 2783) der Gemeinde Hällhorst (hier dem Ortsteil Oberbauerschaft) zugeschlagen. Die alte Stadt Lübbecke reichte bis 1973 jenseits des Kammes bis an den südlichen Waldrand gegen Oberbauerschaft; die Grenze wurde auch hier auf den Kammweg zurückverlegt. Quasi im Gegenzug erhielt Lübbecke den Reineberger Hagen.

Kreis Lübbecke. Kartenausschnitt (1844). Kniebrink auf dem Gebiet des damaligen Lübbecke. (Gemeindegrenzen blau). Einstige Stadtgrenze bis zum Waldrand gegen Oberbauerschaft.
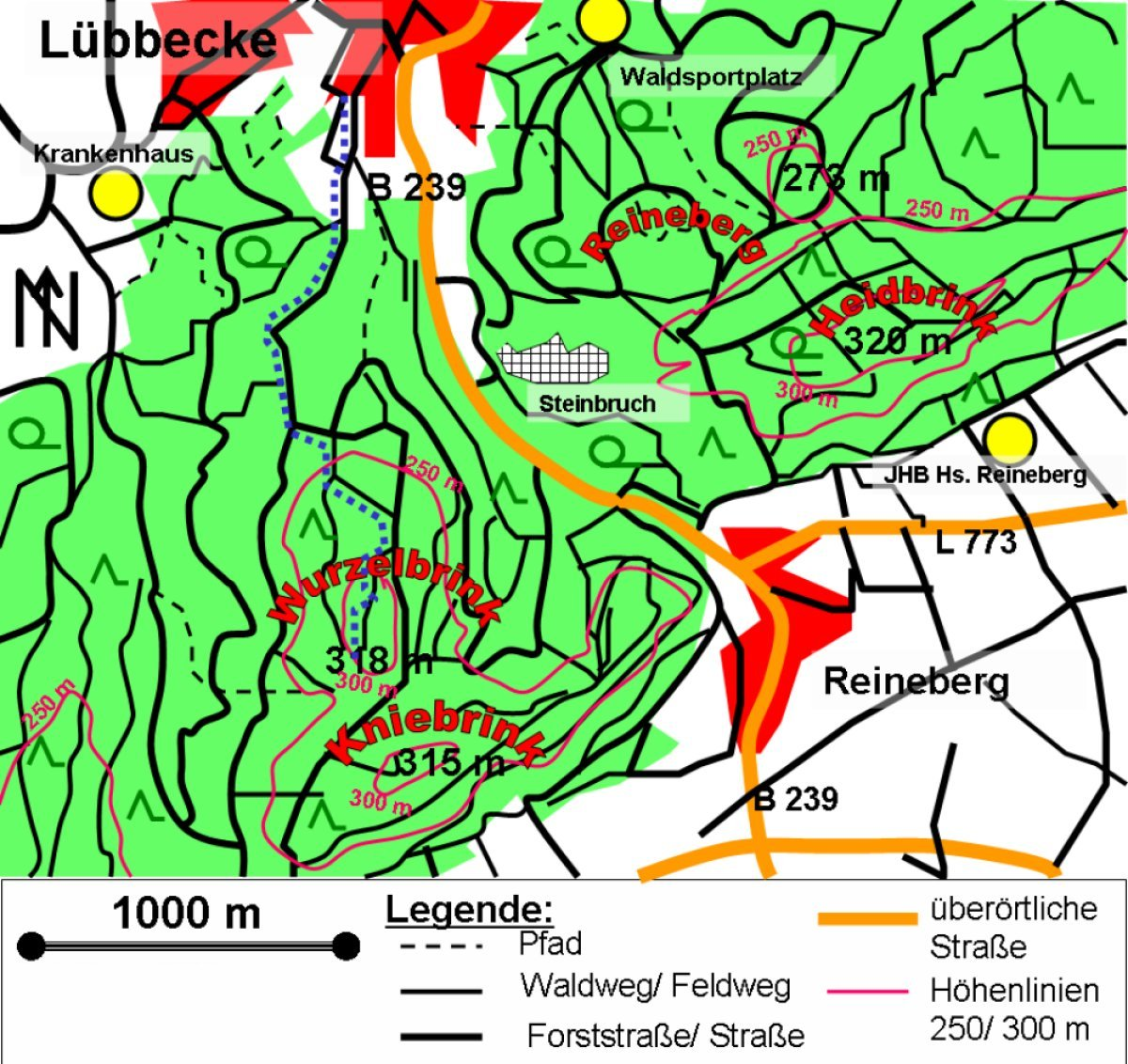
Kniebrink unmittelbar südlich des Wurzelbrinks
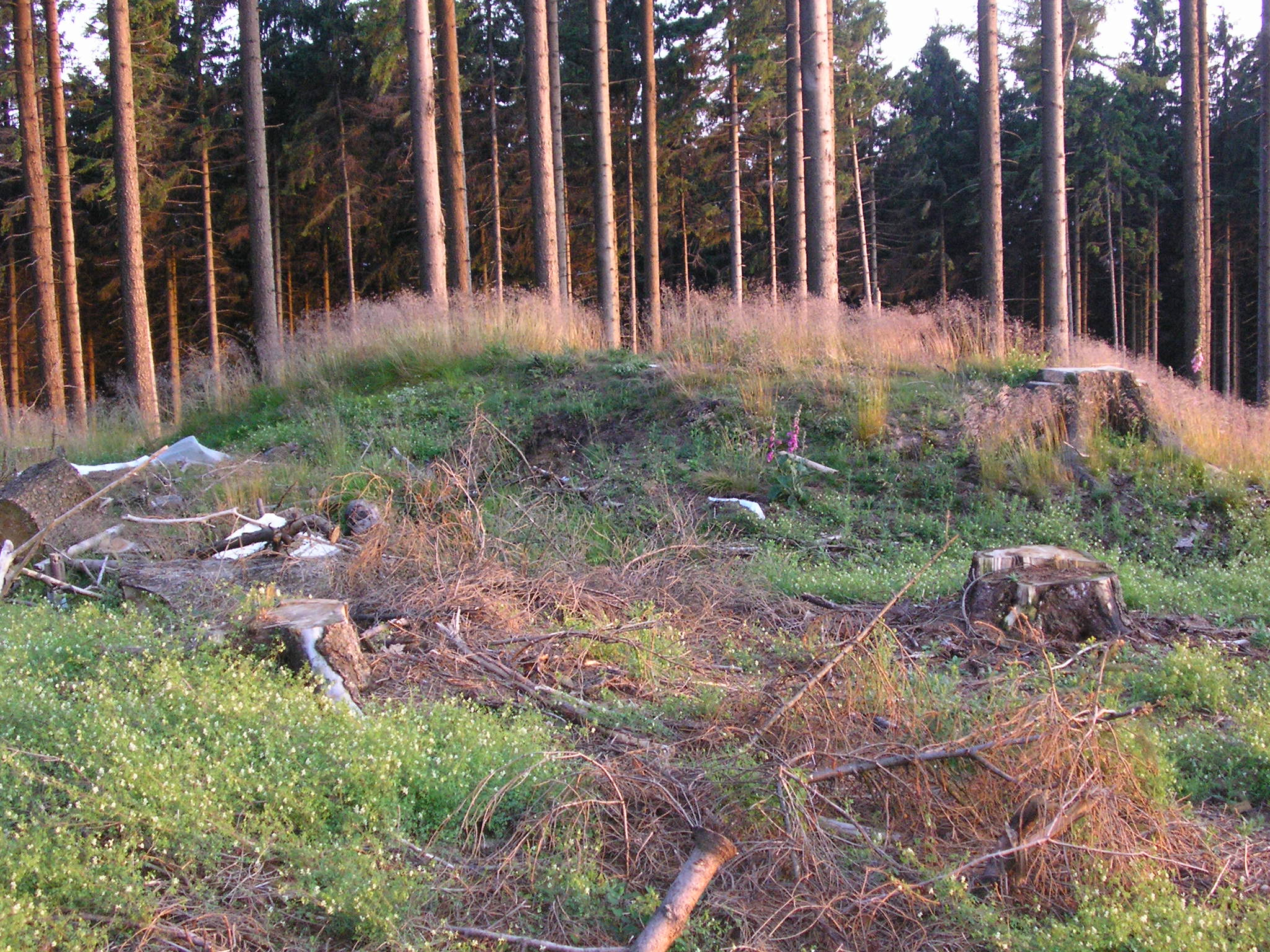
Auf der waldlosen Gipfelregion ist der höchste Punkt, dieser Hügel, als der eigentliche Gipfel leicht auszumachen
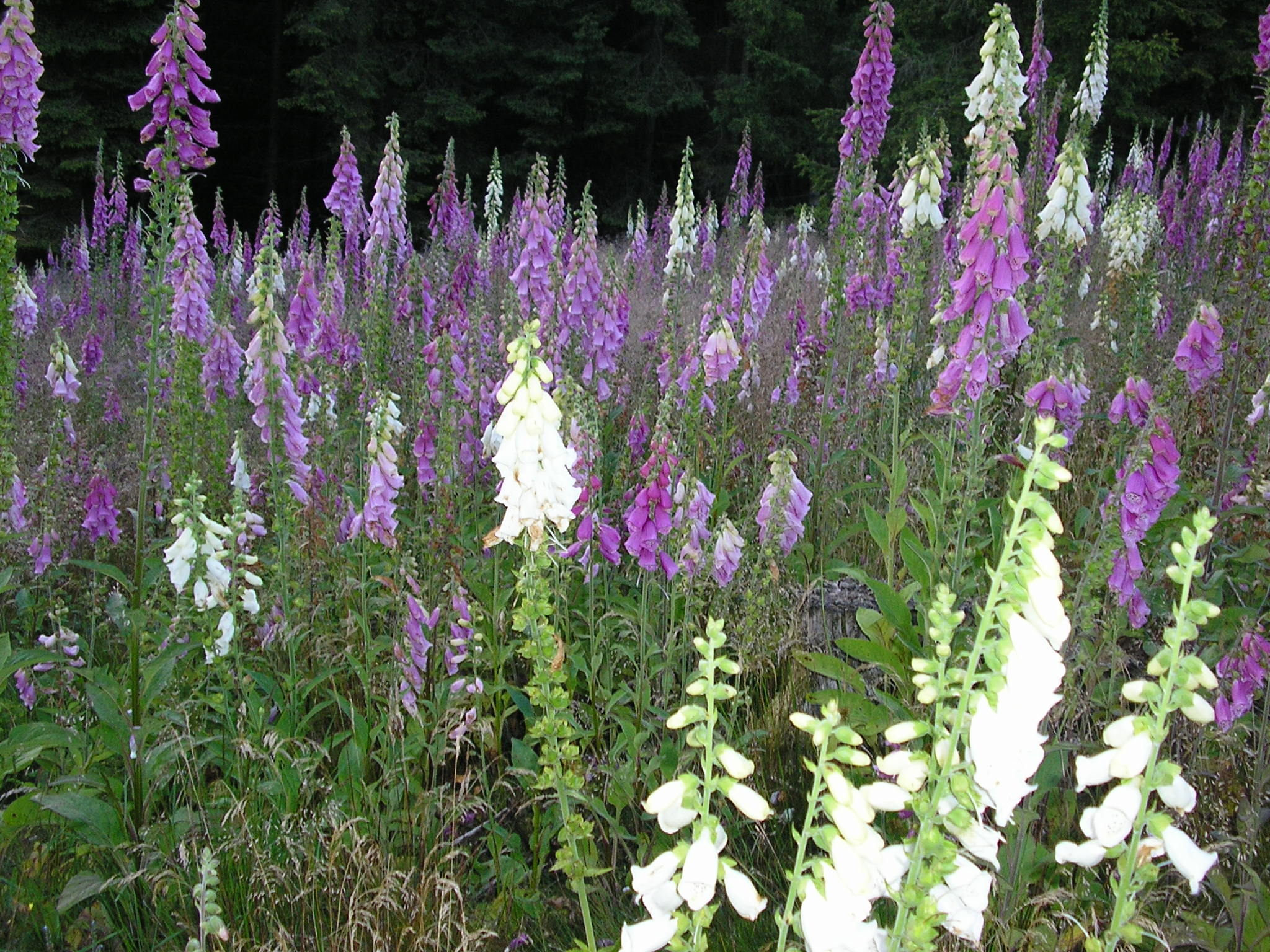
Auf der durch Sturm entwaldeten Gipfelregion breiten sich heute weite Bestände von Fingerhut aus
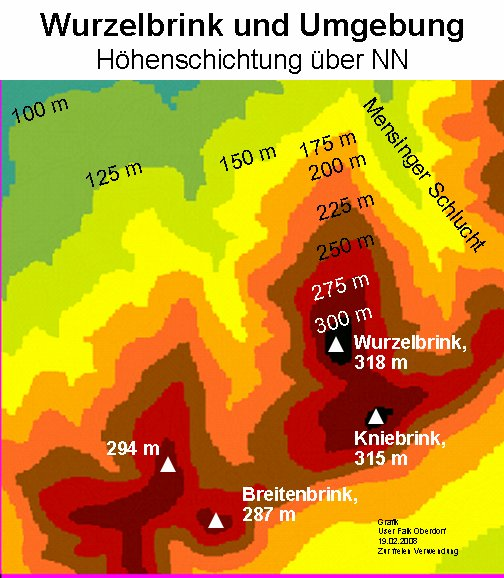
Neben dem Wurzelbrink übersteigt noch der Kniebrink die 300-m-Marke